# Plateau des Tourbières
Plateau des Tourbières (na hrvatskom Visoravan močvara) obuhvaća najvišu planinsku regiju otoka Amsterdam, malog francuskog teritorija u južnom Indijskom oceanu. S nadmorskom viisnom od preko 500 m, na njemu se nalaze najviši vrhovi otoka: Mont de la Dives (881. m), Grande Marmite (742 m) i Mont Fernand (731 m).

## Okoliš
Niže ležeća područja otoka uglavnom su bila prekrivena šumom stabala Phylica arborea pomiješanih s paprati prije nego što je vegetacija uništena kombinacijom sječe drva, antropogenih požara i ispaše divlje stoke, te je zamijenjena egzotičnim travnjacima. Vegetacija visoravni, međutim, nije bila na ispaši za stoku i ostaje u uglavnom prirodnom stanju, a sastoji se uglavnom od sphagnum močvara i mahovina, s patuljastim grmom Acaena magellanica.

### Važno područje za ptice
Plato je identificiran kao 800 ha veliko Važno područje za ptice (IBA) BirdLife Internationala jer je to jedino mjesto za razmnožavanje kritično ugroženog crnoleđog albatrosa (Diomedea amsterdamensis) na svijetu. Vrsta ima dvogodišnji sustav razmnožavanja s prosječno 20 parova koji se svake godine razmnožavaju u slobodnoj koloniji na visoravni. Ukupna populacija albatrosa je oko 150 jedinki. Jedina druga prisutna ptica je smeđi pomornik (Stercorarius antarcticus), s nekih 40 parova koji se gnijezde.

## Reference